# Juan Silvano Ferreyra
Juan Silvano Ferreyra (ur. ?, zm. ?) – argentyński piłkarz, grający podczas kariery na pozycji napastnika. 

## Kariera klubowa
Juan Ferreyra piłkarską karierę rozpoczął w drugoligowym Newell’s Old Boys Rosario w 1940. W latach 1948–1949 był zawodnikiem Independiente Avellaneda. Z Independiente zdobył mistrzostwo Argentyny w 1948. W lidze argentyńskiej rozegrał 184 spotkania, w których zdobył 40 bramek. Karierę zakończył pod koniec lat 40. w drugoligowym Quilmes Atlético Club, z którym awansował pierwszej ligi w 1949. 

## Kariera reprezentacyjna
W reprezentacji Argentyny Ferreyra występował w latach 1942-1943. W reprezentacji zadebiutował 7 lutego 1942 w przegranym 0-1 meczu z Urugwajem w Mistrzostwach Ameryki Południowej, na których Argentyna zajęła drugie miejsce. Drugi i zarazem ostatni raz w reprezentacji Ferreyra wystąpił w 4 kwietnia 1943 w wygranym 1-0 towarzyskim meczu z Urugwajem.
| Mecze i gole w reprezentacji | Mecze i gole w reprezentacji | Mecze i gole w reprezentacji | Mecze i gole w reprezentacji | Mecze i gole w reprezentacji | Mecze i gole w reprezentacji | Mecze i gole w reprezentacji |
| #                            | Data                         | Miasto                       | Przeciwnik                   | Gol                          | Wynik                        | Rozgrywki                    |
| ---------------------------- | ---------------------------- | ---------------------------- | ---------------------------- | ---------------------------- | ---------------------------- | ---------------------------- |
| 1.                           | 07.02.1942                   | Montevideo                   | Urugwaj                      |                              | 0:1                          | Copa América                 |
| 2.                           | 04.04.1943                   | Montevideo                   | Urugwaj                      |                              | 1:0                          | towarzyski                   |